# Requiem für einen Bösewicht
Requiem für einen Bösewicht ist ein 1993 erschienener Roman des portugiesischen Schriftstellers Júlio Moreira. Der Originaltitel lautet A Barragem (Der Staudamm). Das Werk  behandelt die  Militärdiktatur in Portugal und die Situation danach und zeichnet sich durch einen sehr originellen Erzählstil aus. Auf Deutsch erschien der Roman 1997 in der Übersetzung durch Thomas Brovot.

## Handlung
Der Ich-Erzähler (im Berufsleben Journalist oder ähnliches) erhält anonyme Anrufe, wobei der Anrufer sofort auflegt, nachdem man das Telefon abgehoben hatte. Wenig später erhält er auch anonyme Schreiben, deren Inhalt erkennen lassen, dass es sich um einen früheren guten Freund des Erzählers handelt, welcher in einer Demonstration, die von den Behörden für den Diktator organisiert worden war, plötzlich verschwunden ist und von dem man seither angenommen hatte, dass er nicht mehr am Leben sei. Der Erzähler lebt mittlerweile auch mit der Frau seines vermeintlich toten Freundes zusammen.
Aus späteren Briefen erschließt sich, dass jener Freund von der Geheimpolizei festgenommen war, weil er als bekannter Oppositioneller sich zu nah an die Tribüne, auf welcher der Diktator stand, gewagt hatte. Der Freund wurde gefoltert und mit dem Tod bedroht, wenn er die Stadt nicht innerhalb von wenigen Stunden verließe. Ein gemeinsamer Bekannter, ein Dealer und Schmuggler, verhalf ihm zu einem Neuanfang in einer kleinen Stadt im Hinterland.
Dort blieb der Freund auch nach dem Umsturz, teils aus Bequemlichkeit, aber auch aus Angst vor den chaotischen Verhältnissen nach der Revolution, die viele nützten, um sich an früheren Peinigern zu rächen oder einfach um alte Rechnungen zu begleichen. Der Dealer fällt so einer Aktion zum Opfer.
Der Erzähler knüpft indessen neue und alte Bekanntschaften. Unter anderem nimmt er an Versammlungen der Bewegung der Gefallenen, also den rechtlosen Armen, teil. Diese verhelfen ihm zu einem Besuch in der Stadt, in welcher der alte Freund wohnte. Diese Stadt ist dem Untergang geweiht, denn es soll ein Staudamm errichtet werden, und die Stadt wird in den Fluten eines neuen Sees versinken. Die meisten Leute wurden bereits umgesiedelt und auch der Freund wird die Stadt bald verlassen müssen.
Zwar kommt es zu keinem Treffen mit dem alten Freund, die Lebensgefährtin des Erzählers verschwindet jedoch zusammen mit ihm, ebenfalls ohne irgendeine Nachricht zu hinterlassen.